# قضية مالك أوسكين
قضية مالك أوسكين هي جريمة عنف فرنسية تسببت في قضية رأي عام بعد تورط وحدات قمع العنف المتنقلة الفرنسية في وفاة المراهق مالك أوسكين، في ليلة 5 ديسمبر إلى 6 ديسمبر 1986 في باريس، خلال مظاهرات للطلاب دامت عدة أسابيع احتجاجا على مشروع قانون دوفاكيه. في صباح يوم السبت الموالي لوفاته، تم استقبال الطلاب في وزارة الداخلية الفرنسية منظمين مسيرة صامتة، فيما قدم الوزير المنتدب آلان دوفاكيه استقالته. بعد يومين، تم سحب مشروع قانون دوفاكيه. وبعد أربعة أيام، جرت مسيرات صامتة أخرى في جميع أنحاء فرنسا، كما دعت نقابات العمال إلى التواجد في المسيرات وتقديم الأمن الضروري.
لم يُحاكم اثنان من ضباط الشرطة الثلاثة اللذان اعتدوا على مالك أوسكين بالضرب المبرح المفضي إلى القتل بأي عقوبة عقوبة حبسية، حيث تم الاكتفاء بعقوبات مهنية.

## خلفية مالك أوسكين
ولد أوسكين في 18 أكتوبر 1964 في فرنسا، لأب جزائري مغربي [بحاجة لمصدر] قاتل في صفوف القوات الفرنسية خلال الحرب العالمية الثانية قبل أن يعود إلى الجزائر للزواج ثم العودة إلى فرنسا للعمل في مناجم الفحم في مدينة لورين، ثم بناءا وسائق شاحنة. قبل أن تلتحق به زوجته عائشة في لورين شمال شرق فرنسا في عام 1953. انتقلت الأسرة بعد ذلك إلى بلدة ميدون الفرنسية، حيث نشأ الأطفال السبعة.
فقد مالك والده في عام 1978 وخلال طفولته عانى مالك أوسكين من فشل كلوي منذ يناير 1986، حاول التغلب عليه من خلال ممارسة العديد من الألعاب الرياضية، حيث قام بلعب كرة السلة والموسيقى.
إبان وفاته كان مالك يبلغ من العمر 22 عامًا بحسب بطاقة عضويته في الجمعية الرياضية لجامعة باريس دوفين التي عثر عليها في جيبه. كما كشف لاحقًا على أنه كان طالبا في المدرسة العليا للمهن العقارية.
في 10 ديسمبر 1986، تم دفن مالك في مقبرة بير لاشيز في العاصمة الفرنسية باريس.

## الأحداث
خلال منتصف الليل، غادر مالك أوسكين نادي موسيقى الجاز الذي تعود زيارته في شارع مسيو لو برينس، فجأة لحق به ثلاثة ضباط شرطة من وحدات قمع العنف المتنقلة ففر إلى مبنى سكني رقم 20 كان يدخله بول بايزيلون 26 عامًا، الذي صرح قائلا «"كنت ذاهبا إلى المنزل. وأنا أغلق الباب بعد إدخالي لرمز المبنى، رأيت الوجه المخيف لشاب يؤكض للمبنى. أدخلته ثم هممت بإغلاق الباب. فجأة هرع اثنان من ضباط الشرطة إلى المبنى، هرعوا إلى الرجل الذي احتمى في الخلف وهم ينهالون عليه بالضرب بعنف لا يصدق. سقط، وبرغم ذلك استمروا في ضربه بالهراوات وركله في معدته وظهره. وهو يصرخ فيهم "لم أفعل شيئًا، لم أفعل شيئًا".». وأضاف بايزيلون بأنه أراد التدخل لكنه تعرض للضرب بالهراوات حتى سحب بطاقة خدمته العامة كمسؤول في وزارة المالية. فغادرت الشرطة تاركين مالك أوسكين على الأرض.
على بعد حوالي عشرين متراً، رأى كريستوفر هوكينز من غرفته في فندق سان بول الجريمة حيث صرح قائلا : «"خرج ثلاثة رجال شرطة من المبنى مع الرجل الي ضربوه بالهراوات وركلوه بأرجلهم في فمه ... أردت مساعدته، ولكني كنت خائفًا بصراحة عندما سمعت إهانات الشرطة. كان اثنان منهم يمسكان به من ملابسه بينما كان الثالث يوجه له اللكمات». أكد مالك فندق ستيلا مضايقات الشرطة للشاب مالك قائلا : «"لقد رأيت دخول الشرطة للمبنى حيث أراد الشاب الاختباء. كانوا في حالة لا تصدق، يصرخون بالأوامر كما لو كنا في حرب».
بعد عشر دقائق،وصلت خدمة الطوارئ الطبية (SAMU) لتقديم الإسعافات الأولية، حيث ثم نقل مالك إلى العناية المركزة قسم جراحة الطوارئ في مستشفى كوشين، حيث أعلن رسميا وفاته صباحا في الساعة 3 و20 دقيقة.
في 9 ديسمبر، عشية الإعلان عن الموجة الثانية من المسيرات الصامتة، كشف محامي عائلة مالك أوسكين جورج كيجمان أنه وبعد 4 أيام من الجريمة كشف تقرير المسؤول الطبي في خدمة الطوارئ الطبية (SAMU)، بأن الضحية توفي بالفعل في منتصف الليل في ممر المبنى الذي لجأ إليه للاختباء. ومع ذلك، نُقل الشاب إلى المستشفى لتفادي أي حادث.
أعلن المدعي العام لجمهورية باريس ميشيل جيول للصحافة أنه ووفقًا للأطباء، عانى الطالب من فشل كلوي مما تسبب في ضعف جسدي معين نتيجة الضرب المبرح. وثيقة التعريف الوحيدة التي عثرت عليها خدمة الطوارئ الطبية (SAMU) كانت بطاقة من الاتحاد الرياضي لجامعة دوفين، استأجر بالقرب منها غرفة صغيرة.

## التحقيقات والمحاكمة
أثبت التحقيق وبشكل مباشر تورط ضابطين من أصل ثلاث ضباط تابعين لوحدات قمع العنف المتنقل في وفاة الظنين، وهما عميد الفرقة جان شميت (53 عامًا) والضابط كريستوف غارسيا (23 عامًا)، وتمت محاكمتهما جنائيا بتهمة «الضرب والجرح المفضي إلى الموت دون نية إحداثه». وخلال التحقيقات تمتع المتهمان بثلاث سنوات من الحرية سابقة لبدء المحاكمة حيث كتبت صحيفة لو سوار البلجيكية: «"ما مدى سخافة هذه الإدانة مقارنة بما حدث! "».
في حين طلب المحامي العام بتطبيق عقوبة السجن لمدة خمس سنوات، بما في ذلك ثلاث سنوات نافذة، حكم على المتهمين في 27 يناير 1990 بأخكام تراوحت بين السجن لمدة خمس سنوات وسنتين مع وقف التنفيذ.
على المستوى المهني، حصل أحدهم على أشد مستويات العقوبة، التي تمثلت في إحالته على التقاعد الإلزامي. فيما أحيل الآخر على عقوبة النقل الإلزامي من مكان العمل الرسمي.
بناء على ذلك صرحت شارة أوسكين شقيقة الضحية قائلة «"بعد مهزلة المحاكمة ...، أدركت أنه في هذا البلد الذي ولدت فيه، سأكون دائمًا مواطنًا من الدرجة الثانية"».

## انتقادات
أثار وزير الداخلية شارل باسكوا ونائب وزير الأمن روبرت باندرو جدلاً واسعا لعدم إدانتهما الجريمة التي اقترفتها الشرطة. في مقابلة مع صحيفة لو موند، صرح روبرت باندرو: «"موت رجل شاب هو أمر مؤسف دائمًا، لكنني أب، وإذا كان لديّ ابن يقوم بغسيل كلوي فسوف أمنعه من العبث في الليل"».
في 20 يناير 1988 وبعد أكثر من سنة، ذكرت إحدى الصحف المحلية التابعة لحزب التجمع الوطني المتطرف في إقليم فار الفرنسي «"أن الفرنسيين أمثال أوسكين يمكننا الاستغناء عنهم"».
في 30 أبريل 2019، تعرض النائب عن حزب الجمهورية إلى الأمام! جون ميشيل فوفيرج لسلسلة من الانتقادات على وسائل التواصل الاجتماعي بع تصريحه لوسائل إعلامية، عندما سئل عن عنف الشرطة خلال المظاهرات، بأنه «"يجب علينا أن ننسى قضية مالك أوسكين"».
في 5 أغسطس 2019، صرح الصحفي جان كريستوف بويسون على إذاعة راديو تيلي لوكسمبورغ: «"في ذاكرة الجميع اليوم، كان مالك أوسكين ضحية للعنف على أيدي الشرطة، وهذا ليس هو الحال في الواقع، لكنه ظل هكذا في العقول ... الصبي توفي في عام 1986 في المظاهرات، أدركنا أخيرًا أنه لم يتعرض للضرب، وأنه توفي حقا بسبب مشكلة أنسولين"».

## معلومات
1. ↑  بقية الاقتباس "نتذكر وفاة البلطجي اليساري الصغير المسمى مالك أوسكين. على الرغم من حالته الصحية الكئيبة، لم يتردد في منتصف الليل على مهاجمة قوات الشرطة المسؤولة عن الحفاظ على النظام"